# Panaxia quadripunctaria
Panaxia quadripunctaria är en fjärilsart som beskrevs av Nikolaus Poda von Neuhaus 1761. Panaxia quadripunctaria ingår i släktet Panaxia och familjen björnspinnare. Inga underarter finns listade i Catalogue of Life.